# Ferdinand Horn (Politiker, I)
Ferdinand Horn (* im 18. oder 19. Jahrhundert; † im 19. Jahrhundert) war ein deutscher Fabrikant und Politiker.

## Leben
Horn war Fabrikant in Lemnitzhammer und 1856 dort Erbauer des „Saalfabrikgebäudes“ auf dem Gelände eines 1846 stillgelegten Eisenhammers. Er lebte in Lobenstein. Wahrscheinlich ist er der Vater des gleichnamigen Fabrikanten Ferdinand Horn.
Vom 2. Oktober 1848 bis zum 21. Dezember 1849 war er Mitglied im Landtag Reuß jüngerer Linie.